# Liskeard
Liskeard (korn. Lys Kerwyd) – miasto i civil parish w Kornwalii, w dystrykcie (unitary authority) Kornwalia, położone nad rzeką Looe, przy drodze A 30. Leży 46,5 km od miasta Truro, 86 km od miasta Penzance i 329,2 km na zachód od Londynu. Węzeł kolejowy o znaczeniu lokalnym. W 2001 roku miasto liczyło 8478 mieszkańców. W 2011 roku civil parish liczyła 9417 mieszkańców.

## Historia
Miasto było w przeszłości ważnym ośrodkiem wydobycia cyny, posiadało własną mennicę. Liskeard jest wspomniana w Domesday Book (1086) jako Liscarret.

## Zabytki
- Studnia średniowieczna w centrum miasta. Według legendy, nigdy nie wyschła od jej wykopania do dziś.
- Ratusz z XIX w.